# Jeugdalijah

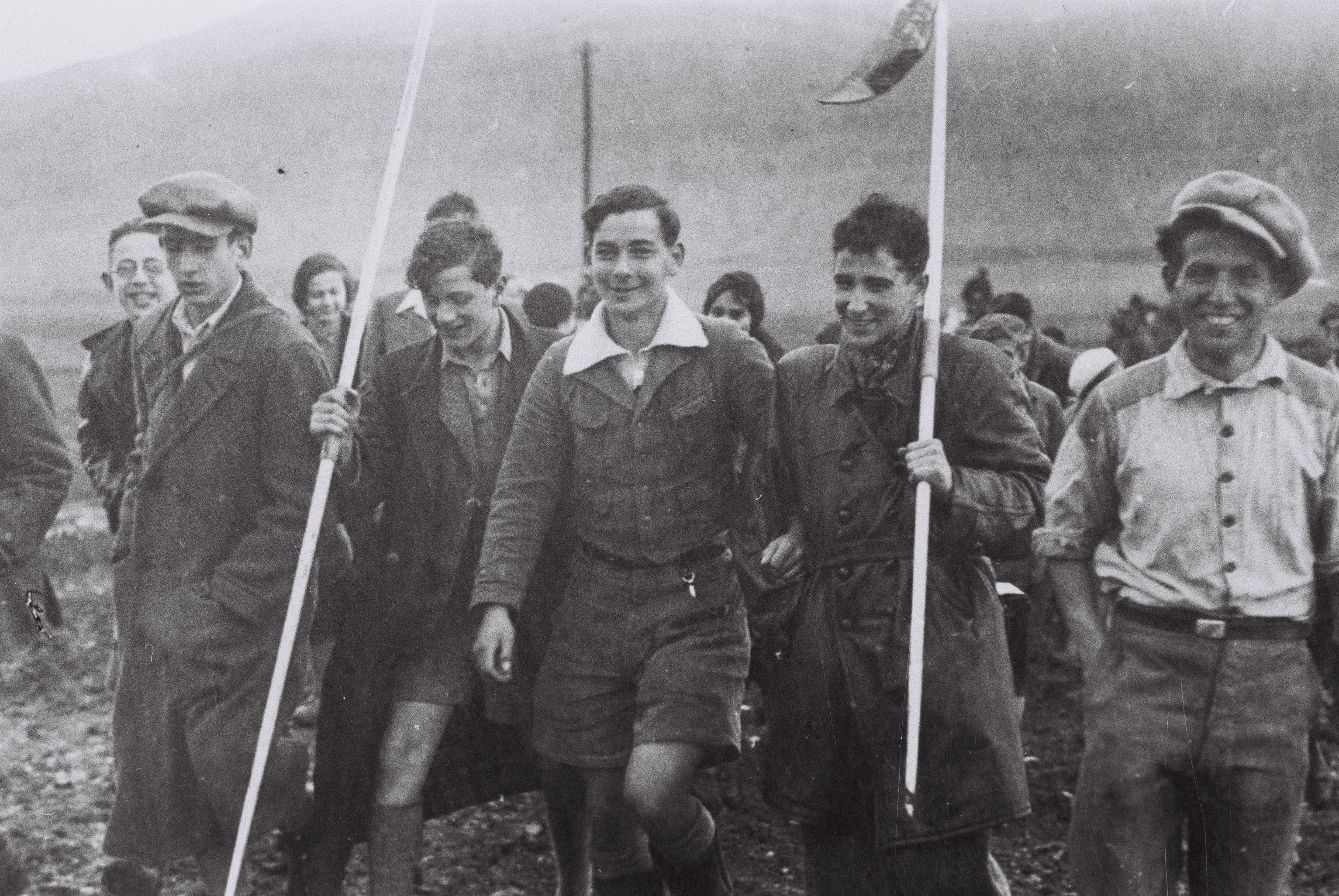
De eerste groep die via de Jeugdallijah vertrok naar Palestina

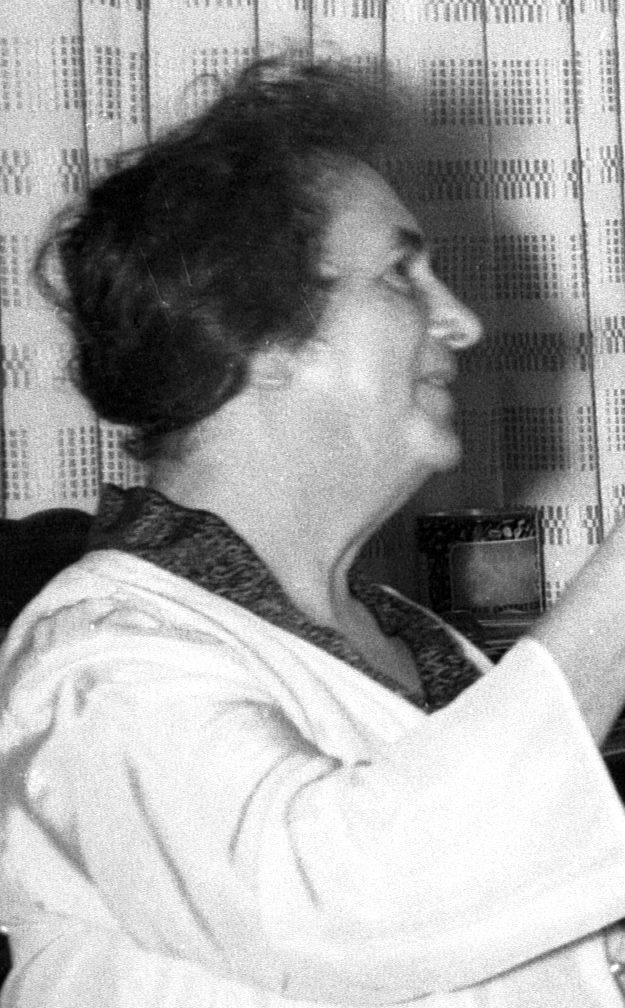
Recha Freier in 1964

De Jeugdalijah is een Joodse organisatie die voor en in de Tweede Wereldoorlog duizenden jongeren hielp bij de emigratie uit nazi-Duitsland. Vandaag de dag maakt de organisatie deel uit van het Joods Agentschap en richt zich op Israëlische "probleemjongeren".

## Geschiedenis
De Jeugdalijah werd door de rabbbijnsvrouw Recha Freier opgericht op 30 januari 1933, de dag van de machtsovername door Adolf Hitler. De organisatie verzorgde een opleiding voor Joodse jongeren die naar Palestina wilden emigreren. Het idee werd ondersteund door de Zionistische Wereldorganisatie. Henrietta Szold, verantwoordelijk voor het sociale programma van het Joods Agentschap in geheel Palestina, was aanvankelijk sceptisch. Zij had weinig financiële middelen en had moeite en nog niet bewezen programma uit te voeren.
Recha Freier benaderde Siegfried Lehman, oprichter en directeur van het jeugddorp Ben Shemen, om een groep van twaalf kinderen op te nemen. Szold werd benaderd en besloot toch de leiding op zich te nemen. Szold overtuigde Tamar de Sola Pool, die op dat moment Palestina bezocht, van de noodzaak van het nieuwe jeugdprogramma. De Sola Pool was directeur van Hadassah, een grote en vermogende Amerikaanse zionistische organisatie.
De Jeugdallijah kwam in een stroomverstelling na de invoering van de rassenwetten van Neurenberg in 1935, waardoor Joodse kinderen uitgesloten werden van het regulier onderwijs. Na een korte training in een opleidingscentrum werden de kinderen twee jaar in een kibboets geplaatst om Hebreeuws te leren en zich verder te bekwamen in het boeren. De kibboets Ein Harod in de Jizreelvallei was een van de eerste kibboetsen die meewerkte. Het vertrek van de kinderen naar Palestina had uiteraard een emotionele impact op zowel de ouders als kinderen zelf.
Freier zelf werd in 1938 uit het bestuur van de Jeugdallijah werd gezet. Een deel van de Joodse gemeenschap geloofde dat aanpassen en meewerken met de anti-Joodse maatregelen de minste schade zou opleveren en kon zich niet vinden in Freiers pogingen om ook jongeren illegaal naar Palestina over te brengen. Freier wist in 1940 zelf Palestina te bereiken, met in haar gezelschap veertig Joodse tieners.
In aanloop naar de Tweede Wereldoorlog werd het steeds moeilijker om visa te verkrijgen voor Palestina. Er werden daarom opleidingscentra gesticht buiten het Derde Rijk, bijvoorbeeld in Engeland en Nederland, waar jongeren een opleiding ontvingen en konden verblijven, tot ze naar Palestina konden afreizen. Zo ving de Jeugdallijah duizenden jongeren op in Engeland die daar met een kindertransport naartoe waren gereisd. Gedurende de oorlog probeerde de organisatie ook in bezette landen, bijvoorbeeld in Joegoslavië, joden te redden uit de handen van de nazi's. Uiteindelijk emigreerden voor de oorlog via de Jeugdalliah ongeveer 5600 jongeren naar Palestina. De meesten kwamen uit Duitsland en Oostenrijk. Uit Polen kwamen slechts 139 jongeren.
Na de oorlog vestigde de Jeugdallijah een kantoor in Parijs en probeerde overlevenden op te sporen in de vluchtelingenkampen. Ook probeerde ze Joodse jongeren uit Oost-Europa weg te halen, in het verwachting dat immigratie uit communistische landen later een stuk lastiger zou zijn. Na de oorlog werden via de Jeugdallijah nog eens 15.000 jongeren, voor het merendeel Holocaustoverlevenden, naar Palestina overgebracht.
Na verloop van tijd vormde de Jeugdallijah onderdeel van het Joods Agentschap. Zij speelde een rol bij de opvang van Joodse nieuwkomers uit Afrika en de voormalige Sovjet-Unie. Daarnaast houdt zij zich bezig met "probleemjongeren". Zo beschikt de organisatie over vijf jeugddorpen, inclusief scholen, speeltuinen en clubhuizen.